# Patti McGuire
Lillian Müller Debra Jo Fondren
Patti McGuire est un modèle de charme et une productrice de télévision américaine. Elle a été Playmate du magazine Playboy en novembre 1976 puis fut choisie comme Playmate de l'Année (Playmate of the Year) en 1977. Elle est l'épouse du champion de tennis Jimmy Connors.

## Biographie
Née à Dexter dans le Missouri, elle est d'origine irlandaise et grandit à Saint-Louis ; elle est l'aînée d'un frère et de deux sœurs plus jeunes. Elle fut élue Homecoming Queen (Reine de la rentrée) de son collège et étudia l'Histoire et les Sciences Politiques à la Southern Illinois University. Elle fut mariée un temps avec un camarade de lycée nommé Jerry Runyon.
Elle posait pour des publicités à la télévision et dans des journaux et travailla comme Bunny Girl au Club Playboy de Saint-Louis. C'est là qu'elle rencontra le photographe Pompeo Posar qui lui proposa de faire un essai pour le dépliant central de Playboy, à la suite de quoi elle fut choisie comme Miss November 1976 par Hugh Hefner. 
Sur le dépliant central du numéro de Novembre 1976, elle apparaît accoudée à un jukebox dans ce qui semble être un bar, la nuit . Ce même numéro contenait une interview de Jimmy Carter, alors candidat à la Présidence des États-Unis, qui y déclarait : « I’ve looked on a lot of women with lust. I’ve committed adultery in my heart many times. » (J'ai regardé beaucoup de femmes avec concupiscence et j'ai commis l'adultère dans mon cœur de nombreuses fois). La couverture présentait Patti McGuire en tentatrice, qui dégrafe son corsage tout en fixant le lecteur (cf. lien externe) : la parution du magazine provoqua un certain scandale qui fut près de coûter à Jimmy Carter son élection quelques jours plus tard.
Patti fut élue Playmate de l'Année 1977 ; son trophée lui fut remis par Alice Cooper et elle reçut de nombreux cadeaux parmi lesquels une automobile Dodge Charger. Elle fut l'une des playmates les plus populaires des années 1970.
Elle s'installa au Manoir Playboy, profitant de la vie de plaisirs sans tabous qui y régnait et participant assidûment à toutes les fêtes qui s'y donnaient, en compagnie d'autres playmates, notamment Hope Olson, Sondra Theodore, Denise Michelle, Sheila Mullen, Lisa Sohm ... 
Avec Hefner et Sondra Theodore, elle inspira la décoration du flipper Playboy diffusé, à partir de 1978, à plus de 18 000 exemplaires. 
C'est lors d'une réception au Manoir qu'elle rencontra Jimmy Connors, qui fréquentait alors son amie Hope Olson (Miss Octobre 1976) ; mais ce fut Patti qu'il épousa en octobre 1978 et ils eurent ensemble deux enfants (un fils, Brett, et une fille, Aubree). Ils habitent (2009) à Santa Barbara. 
Patti voyage et apparaît encore en public avec d'autres playmates par exemple au Glamourcon (57e édition, août 2014 à Los Angeles).

## Apparitions dans les numéros spéciaux de Playboy
- Playboy's Girls of Summer (1983)
- Playboy's Book of Lingerie (1984)
- Playboy's Playmates - The Second Fifteen Years (1984)
- Playboy's Blondes, Brunettes & Redheads (1985)
- Playboy's Newsmakers (1985)
- Playboy's Cover Girls (1986)
- Playboy's Playmates of the Year (Novembre-Décembre 1986)
- Playboy's Wet & Wild Women (Juillet-Août 1987)
- Playboy's Holiday Girls (Novembre-Décembre 1987)
- Playboy's Nudes (Octobre 1990)
- Playboy's Nude Celebrities (Juillet 1995)
- Playboy's Pocket Playmates v1n4 (1976-1971) (1996)
- Playboy's Playmate Tests (June 1999)
- Playboy's Sex Stars of the Century (Août 1999)
- Playboy's Celebrating Centerfolds Vol. 3 (Septembre 1999)
- Playboy's Book of Lingerie (Septembre-Octobre 1999)
- Playboy's Centerfolds Of The Century (Avril 2000)
- Playboy's Playmates of the Year (Décembre 2000)
- Playboy's Sexiest Playmates (Octobre 2001)